# Aly & Fila
Aly & Fila är en tranceduo från Egypten bestående av Aly El SAyed Amr Fatalah (Aly) och Fadi Wassef Naguib (Fila). De har en egen radioshow under namnet Future Sound of Egypt och är grundarna av skivbolaget med samma namn.

## Remixes
- 2004 Audioplacid - Diving (Aly & Fila Remix)
- 2005 York - Iceflowers (Aly & Fila Remix)
- 2005 Filo & Peri meet Mike Foyle - Luana (Aly & Fila Remix)
- 2006 The Thrillseekers Feat. Gina Dootson - By Your Side (Aly & Fila Remix)
- 2006 Tatana - Interview With An Angel (Aly & Fila Remix)
- 2006 Miguel Sassot - Empty (Aly & Fila Remix)
- 2006 York Feat. Asheni - Mercury Rising (Aly & Fila Remix)
- 2006 Magic Island - Paradise (Aly & Fila Remix)
- 2007 Lost Witness vs. Sassot - Whatever (Aly & Fila Remix)
- 2007 FKN Feat. Jahala - Why (Aly & Fila Remix)
- 2007 Deems - Tears Of Hope (Aly & Fila Remix)
- 2007 Mark Eteson & Jon Prior - Dynamic Stability (Aly & Fila Remix)
- 2007 DT8 Project - Hold Me Till The End (Aly & Fila Remix)
- 2007 Andy Prinz With Naama Hillman - Quiet Of Mind (Aly & Fila Remix)
- 2007 Mr. Sam featuring Kirsty Hawkshaw - Split (Aly & Fila Remix)
- 2007 Abbott & Chambers - Never After (Aly & Fila Remix)
- 2007 Six Senses Pres. Xposure - Niagara (Aly & Fila Remix)
- 2007 Ben Gold - Roll Cage (Aly & Fila Remix)
- 2007 Majera - Velvet Sun (Aly & Fila Remix)
- 2008 Mungo - Summer Blush (Aly & Fila Remix)
- 2008 Armin van Buuren ft. Susana - If You Should Go (Aly & Fila Remix)
- 2008 Lange - Out Of The Sky (Aly & Fila Remix)
- 2008 DJ Shah ft Andrina Thorpe - Back To You (Aly & Fila Remix)
- 2008 Filo & Perry ft Eric Lumiere - Shine (Aly & Fila Remix)
- 2009 Philippe El Sisi feat. Aminda - You Never Know (Aly & Fila Remix)